# Itzam Kʼan Ahk I
Itzam Kʼan Ahk I (língua maia: itsam kʼan ahk; Piedras Negras, 22 de maio de 626 – Piedras Negras, 15 de novembro de 686), também conhecido como segundo governante, foi um rei ajaw de Piedras Negras, um antigo assentamento maia na Guatemala. Ele governou durante o período clássico tardio, de 639 a 686 d.C. O filho de Kʼinich Yoʼnal Ahk I, Itzam Kʼan Ahk I assumiu o trono quando tinha apenas doze anos. Seu reinado foi marcado por várias guerras, e ele parece ter tido uma ligação especial com Calakmul.
Itzam Kʼan Ahk I morreu poucos dias antes do casamento de seu filho, que o sucedeu como queixo de Piedras Negras e assumiu o nome de Kʼinich Yoʼnal Ahk II. Itzam Kʼan Ahk I deixou para trás vários monumentos, incluindo oito estelas maias, três painéis, um trono e uma coluna curta em forma de estela; isso o tornou o mais ativo dos líderes de Piedras Negras no que diz respeito à construção de monumentos.

## Biografia

### Reinado de Pedras Negras
Itzam Kʼan Ahk I, também conhecido como segundo governante, era filho de Kʼinich Yoʼnal Ahk I e Lady Bird Headdress. Nascido em 22 de maio de 626 (contagem longa: 9.9.13.4.1 6 Imix 19 Sotz'), assumiu o cargo de ajaw ("líder") de Piedras Negras em 639 DC (9.10.6.5.9 8 Muluk 2 Sip) — cerca de dois meses após a morte de seu pai e quando ele tinha apenas doze anos. O título kʼinich se traduz como "rosto de sol", e é uma referência à crença dos governantes do assentamento de que eles eram os "senhores do sol". Seu nome também incluía o elemento ahk ("tartaruga"), identificando-o como realeza. Seu nome foi posteriormente apropriado por seu eventual sucessor, Itzam Kʼan Ahk II, possivelmente para fortalecer a reivindicação de legitimidade deste último.
O reinado de Itzam Kʼan Ahk I foi marcado por guerras e atos de agressão. Graças aos entalhes nas estelas maias 35 e 37, sabe-se que ele empreendeu duas campanhas militares vitoriosas: uma em 662 d.C. contra Santa Elena (na qual ele pode ter capturado uma "garota de alto escalão" ou um jovem), e outro em 669 d.C. contra uma política maia cujo nome agora está perdido. Mais evidências da força militar de Itzam Kʼan Ahk I são sugeridas pelo Painel 2, que retrata uma ajaw de Piedras Negras cercada por líderes de políticas próximas, como Bonampak, Lacanha e o rival perene de Piedras Negras, Yaxchilan. Embora seja provável que o ajaw retratado nesta cena seja Yat Ahk I (que governou Piedras Negras bem antes da época de Itzam Kʼan Ahk I), os maias Simon Martin e Nikolai Grube argumentam que Itzam Kʼan Ahk I pode ter esculpido o painel para enfatizar as semelhanças entre ele e seu antecessor, ou seja, seu nível semelhante de proeza política. Os dois cientistas também observam que Yaxchilan parece ter passado por uma Idade das Trevas durante o reinado de Itzam Kʼan Ahk I, dando mais evidências à ideia de que estava sob o controle de Piedras Negras.
No entanto, apesar de toda a belicosidade durante seu reinado, Flora Clancy observa que seu foco em cuidar de seus filhos "sugere [s] que [Itzam Kʼan Ahk I] também desejou e se esforçou para alcançar condições pacíficas".

### Morte
No final de sua vida, a saúde de Itzam Kʼan Ahk I começou a piorar e, reconhecendo que sua morte era iminente, ele gastou grande parte de sua energia restante garantindo que seu filho, Kooj (que significa "Puma") fosse capaz de assumir o controle. de Pedras Negras. Para fazer isso, organizou uma cerimônia de casamento entre Kooj e uma princesa maia da comunidade política de Namaan chamada Lady K'atun Ajaw de Namaan (cujo nome significa "Rainha de 20 anos"). Embora Itzam Kʼan Ahk I tenha morrido em 15 de novembro de 686 (contagem longa: 9.12.14.10.13 11 Ben 11 Kʼankʼin) — apenas cinco dias antes da cerimônia — seu cadáver parece ter sido um "convidado de honra" no casamento. Itzam Kʼan Ahk I foi enterrado nove dias após sua morte, e embora a localização de sua tumba seja desconhecida, pistas no Painel 15 (erguido por seu filho) sugerem que ele foi enterrado em algum lugar dentro da estrutura semelhante a uma pirâmide J-4. Em 2 de janeiro de 687, Kooj — usando o nome régio K'inich Yo'nal Ahk II — assumiu o controle da política.

## Monumentos
Itzam Kʼan Ahk I ergueu oito estelas maias, três painéis, um trono e uma curta coluna semelhante a uma estela, tornando seu mandato como o rei ajaw "o mais prolífico em termos de patrocínio real em Piedras Negras", de acordo com Flora Clancy.

### Estelas maias
A estela 33 foi a primeira erguida e serviu como monumento de ascensão de Itzam Kʼan Ahk I. Esculpida em 1.º de dezembro de 642, esta estela representa o ajaw sentado em uma almofada elevada; uma "faixa simples" está enrolada em seu peito, o que Clancy argumenta que representa o fato de ele estar "preso ao cargo". O líder é mostrado exclusivamente de perfil, olhando à sua direita para uma mulher que lhe oferece "regalias reais". Essa mulher geralmente é considerada sua mãe, embora Mark Pitts observe que ela poderia ser sua esposa. O'Neil favorece o primeiro argumento e escreve que a mãe de Itzam Kʼan Ahk I provavelmente apareceu na estela porque ela serviu por um tempo como regente de seu filho e, portanto, era politicamente importante.
Itzam K'an Ahk I também levantou as estelas 32 (5 de novembro de 647), estela 34 (9 de outubro de 652), estela 35 (18 de agosto de 662), estela 36 (23 de julho de 667), estela 37 (26 de junho de 672), estela 39 (31 de maio de 677), e estela 38 (6 de maio de 682).
Das oito estelas de Itzam Kʼan Ahk I, seis (estelas 32–37) foram erguidas em frente à Estrutura R-5; essas estelas propositalmente enfrentam as estelas de K'inich Yo'nal Ahk I para "responder" a elas.

### Painéis

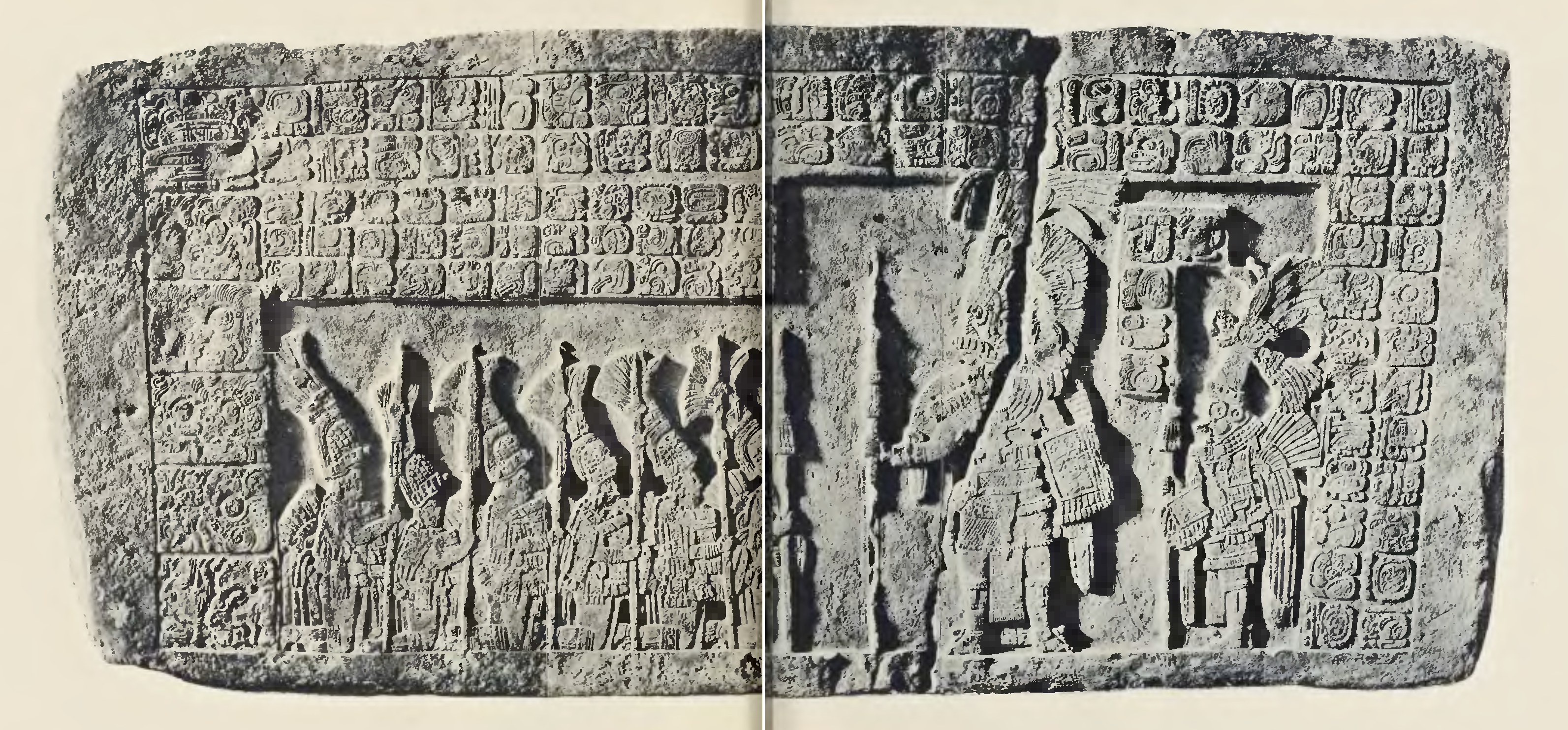
Painel 2, construído por Itzam Kʼan Ahk I, retrata Yat Ahk I sendo venerado por líderes de outras políticas.

Itzam Kʼan Ahk I encomendou os painéis 4 e 7.
Itzam Kʼan Ahk I criou o Painel 2 one kʼatun após a morte de seu pai, Kʼinich Yoʼnal Ahk I. A escultura é "ambígua" e, embora provavelmente retrate as Piedras Negras anteriores ajaw Yat Ahk I, também pode representar simultaneamente Yat Ahk I e K'inich Yo'nal Ahk I, conectando assim as duas figuras. O líder é mostrado realizando uma cerimônia religiosa envolvendo o "agarrar" de um capacete influenciado por Teotihuacan; os glifos associados revelam que Itzam Kʼan Ask I realizou esse ritual em 658 — mais de cem anos depois de Yat Ahk I ter realizado o mesmo rito em 510 d.C.
O ajaw no painel é notavelmente cercado por senhores subservientes de governos próximos, o que implica que durante o governo de Yat Ahk I, Piedras Negras era o poder regional. O'Neil observa que os senhores estão "totalmente vestidos e armados", o que sugere "um senso de colaboração e aliança com seu suserano Piedras Negras". O painel foi posteriormente redefinido e situado perto do Painel 3 na Estrutura O-13 durante o reinado do último ajaw de Piedras Negras, Kʼinich Yat Ahk II.

### Outros monumentos
Itzam Kʼan Ahk I encomendou o Trono 2.
Em 13 de setembro de 657, Itzam Kʼan Ahk I também ergueu o que hoje é chamado de "Estela" 46: é "coluna agachada" com cerca de um metro de altura, posicionada no meio do grupo de estelas da Estrutura R-5 de Itzam Kʼan Ahk I, com estelas 32–34 à sua esquerda e estelas 35–37 à sua direita. De acordo com Clancy, "serviu como um marcador hotun e como um altar para todas as seis outras estelas da fileira."